# Walter Theimer
Walter Theimer (* 5. November 1903 in Prag, Österreich-Ungarn; † 15. Oktober 1989 in München) war ein deutscher Naturwissenschaftler und Sachbuchautor.

## Leben
Nach seiner Zeit in einer Prager Realschule und anschließend in einer Handelsakademie absolvierte Theimer eine Banklehre. Bis 1939 arbeitete er als Redakteur für die Sparten Wirtschaft und Börse der deutschsprachigen Zeitschrift Bohemia.  Weiterhin arbeitete er im Archiv der British Broadcasting Corporation (BBC) in London. Theimer hatte Sprachkenntnisse in Englisch, Tschechisch, Russisch, Spanisch und Französisch.
Nach Ende des Zweiten Weltkriegs studierte er am Imperial College London Chemie und wählte später auch die Studienfächer Biologie und Physik. Nach seinem Studium an den Universitäten Bern und Hamburg, erhielt Theimer an der Universität Bonn 1959 sein Diplom. An der Universität München wurde er 1965 zum Dr. rer. nat. promoviert.
Während seiner Studienzeit war er nebenher als Sachbuchautor politischer und naturwissenschaftlicher Werke tätig. Besonders bekannt wurde dabei sein Werk Der Marxismus – Lehre, Wirkung, Kritik (1950), welches 1985 zum achten Mal neu aufgelegt wurde. 1955 erschien seine Geschichte der politischen Ideen, die scharf kritisiert wurde. So wies Johannes Gross darauf hin, dass weite Teile des Buches aus Plagiaten von George Sabines A History of Political Theory bestünden. 1977 erschien Theimers Buch Die Relativitätstheorie – Lehre, Wirkung, Kritik, in welchem er Kritik an der Relativitätstheorie von Albert Einstein übte. Theimers Einwände beruhten nach Hubert Goenner jedoch auf einem offenkundig fehlerhaften Verständnis der Theorie, weswegen sie von der Fachwelt nicht weiter diskutiert wurden. 
Als Außenseiter der Wissenschaft weckte er jedoch das Interesse des österreichischen Wissenschaftsjournalisten Reinhard Schlögl, der Walter Theimer gemeinsam mit Gotthard Barth und Ekkehard Friebe am 12. Januar 1994 zur Diskussion Ist Einstein widerlegbar? Pro und Kontra Relativitätstheorie ins Salzburger Nachtstudio des ORF Radios Österreich 1 einlud.

## Schriften (Auswahl)
- The Penguin Political Dictionary. Harmondsworth 1939.
- Encyclopaedia of World Politics. Edited, revised and enlarged by Peter Campbell. London 1950 (471 S.).
- Geschichte der politischen Ideen. Bern 1955.
- Von Bebel zu Ollenhauer. Der Weg der deutschen Sozialdemokratie von den Anfängen im 19. Jahrhundert bis zur Gegenwart. München 1957 (129 S.).
- Der Marxismus – Lehre, Wirkung, Kritik. Bern 1950 (252 S.), 8., vollst. neu bearb. u. erg. Aufl., Tübingen 1985 (234 S.).
- Die Relativitätstheorie. Lehre, Wirkung, Kritik. Francke, Bern/München 1977, ISBN 3-7720-1260-4.
- Handbuch der naturwissenschaftlichen Grundbegriffe. München 1978 (533 S.), 2. Aufl.: Tübingen 1986 (553 S.).
- Was ist Wissenschaft? Tübingen 1985 (163 S.).